# East London Challenger 1987
L'East London Challenger 1987 è stato un torneo di tennis facente parte della categoria ATP Challenger Series nell'ambito dell'ATP Challenger Series 1987. Il torneo si è giocato a East London in Sudafrica dal 7 al 13 dicembre 1987 su campi in cemento.

## Vincitori

### Singolare
Pieter Aldrich ha battuto in finale  Mark Keil con il punteggio di 6–3, 6–2

### Doppio
Luke Jensen /  Byron Talbot hanno battuto in finale  Stephan Medem /  Geoff Roper con il punteggio di 6–3, 5–7, 6–4